# أفورولول
الأفرولول (بالإنجليزية: Afurolol)‏ هو محصر بيتا.